# Storia di San Severo
(Lorenzo Giustiniani, Dizionario geografico-ragionato del Regno di Napoli, VIII, Napoli 1804, p. 227)

## Le origini e i primi secoli
Secondo la leggenda rinascimentale, la città fu fondata dall'eroe greco Diomede col nome di Castrum Drionis (Casteldrione). Diomede avrebbe edificato due templi, uno dedicato a Calcante, l'altro a Podalirio. Casteldrione, ad ogni modo, sarebbe rimasta pagana fino al 536, quando san Lorenzo Maiorano, vescovo di Siponto, avrebbe imposto all'abitato il nome di un fantomatico governatore Severo, da lui convertito al Cristianesimo.

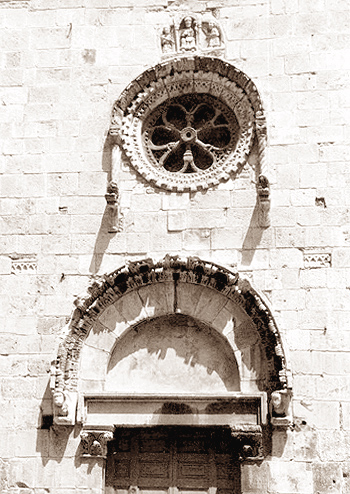
Chiesa di san Severino

San Severo sorge nell'antica Daunia e nel suo agro sono state rinvenute tracce di vari insediamenti neolitici. In età altomedievale l'area non risulta interessata da abitati stabili e definibili. Tra l'età longobarda e quella bizantina s'irradiò dal monastero di Cassino il monachesimo benedettino, e con esso il culto del santo apostolo del Norico Severino: sul probabile itinerario di quella variante della Via Francigena oggi chiamata “Via Sacra Langobardorum” sorse dunque una primitiva chiesetta dedicata al santo, presso cui si formò nell'XI secolo, grazie al continuo afflusso di pellegrini diretti a Monte Sant’Angelo e agli spostamenti di uomini e merci, l'odierna città, originariamente chiamata Castellum Sancti Severini (borgo fortificato di San Severino).

Nel 1116 il Castellum, soggetto fin dalla nascita agli abati benedettini del monastero di San Pietro di Terra Maggiore, aveva già raggiunto un considerevole grado di sviluppo, tanto che l'abate-feudatario Adenulfo poté articolare internamente la comunità dettandovi la celebre Charta Libertatis, uno statuto rurale di notevole interesse storico, concessa il 23 aprile di quell'anno agli abitanti del borgo. L'editto fissava, in modo assai dettagliato, le relazioni tra i vassalli e i monaci che avevano concessi loro i terreni. Con esso si stabiliva, in sintesi:
- il pagamento delle imposte in proporzione ai beni posseduti in cambio della tutela dei diritti degli abitanti (la data era pagata a Pasqua e a Natale);
- la libertà di andarsene e alienare i propri beni a chiunque;
- l'esenzione dal dazio sul mercato per la vendita di grano, vino o altra merce propria;
- il diritto di proprietà (la confisca dei beni era ammessa solo in caso di gravi delitti);
- il divieto della carcerazione preventiva;
- la tutela circa gli eventuali abusi da parte dei funzionari dell'abate[1].

L'agglomerato, sviluppatosi rapidamente grazie alla posizione favorevole ai commerci, assunse ben presto una notevole importanza, e fu sede di mercanti veneti, fiorentini, saraceni ed ebrei (la comunità ebraica, che sarà espulsa per decreto vicereale nel 1541, si insediò nel Quarto degli Ebrei, un piccolo borgo in prossimità delle mura occidentali).
Federico II di Svevia fece costruire a San Severo una sua elegante residenza, la domus Bellumvidere. Più tardi la città gli si ribellò, e l'imperatore la punì coll'abbattimento delle mura nel maggio 1230 (Federico morì nel 1250 nelle vicinanze di San Severo, a Castel Fiorentino, un piccolo borgo i cui resti rientrano attualmente nell'agro di Torremaggiore). Tra il 1232 e il 1233 Giacomo da Lentini esercitò in città la professione notarile. Nel 1295 Bonifacio VIII cedette San Severo ai cavalieri templari.

## Trecento e Quattrocento

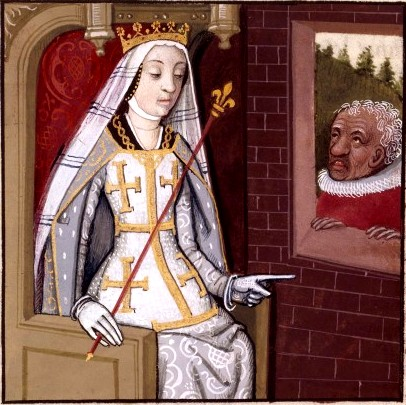
La regina Giovanna

Intorno al 1312, dopo la soppressione dell'ordine dei Templari, la città, fortificata nuovamente con una cinta muraria più ampia, fu donata da Roberto d'Angiò alla moglie Sancia, che nel 1317 la cedette al conte Pietro Pipino, signore di Vico. Questi, peraltro, non riuscì mai a prendere possesso del nuovo feudo a causa della resistenza armata dei cittadini, che deposero le armi solo quando il re concesse loro di riscattare la città mediante il pagamento di 6500 once d'oro. San Severo fu quindi dichiarata Città regia in perpetuo, privilegio dapprima concesso con dispaccio di re Roberto del 5 novembre 1340, quindi confermato con decreto di Giovanna d'Angiò del 9 febbraio 1344.
Dopo che la stessa regina Giovanna vi soggiornò per lungo tempo, diversi monarchi napoletani la onorarono della loro presenza, tra cui gli aragonesi Alfonso I (Lucrezia d'Alagno, sua favorita, si rifugiò a San Severo dopo la morte del re e vi rimase fino a quando la mutata situazione politica non la costrinse a riparare in Dalmazia) e Ferrante I. Quest'ultimo, il 1º ottobre 1491, concesse a San Severo lo statuto municipale, noto anche col nome di statuto ferrantino. Secondo lo statuto, settantadue cittadini, in carica per tre anni, formavano il consiglio, con una rotazione annuale di ventiquattro consiglieri cui spettava l'esercizio del governo, mentre a quattro (gli Eletti) era affidata l'ordinaria amministrazione; erano scelti, inoltre, tre sindaci, preposti al controllo della riscossione degli introiti comunali e alla tenuta dei libri contabili, e il mastrogiurato, cui spettava l'ufficio di polizia notturna e di repressione della delinquenza; sopra tutti stava il capitano, di nomina regia.
Nel Quattrocento, San Severo diviene sede vescovile, sfruttando la decadenza della vicina Civitate, a chiesa cattedrale assurge la vetusta matrice di san Severino abate. Nello stesso secolo la cattedra ritorna, sotto la spinta di nuovi equilibri politici e amministrativi, a Civitate.
Nel XV secolo, inoltre, eccezionalmente la città batté moneta propria, un tornese su cui sono impressi un tempio o castello, una croce e le parole Santus Sever de Capitanata. La zecca, di breve vita, fu impiantata dal signore di Campobasso Nicola II di Monforte per finanziare le proprie attività militari.

### Le mura e il "Castello"

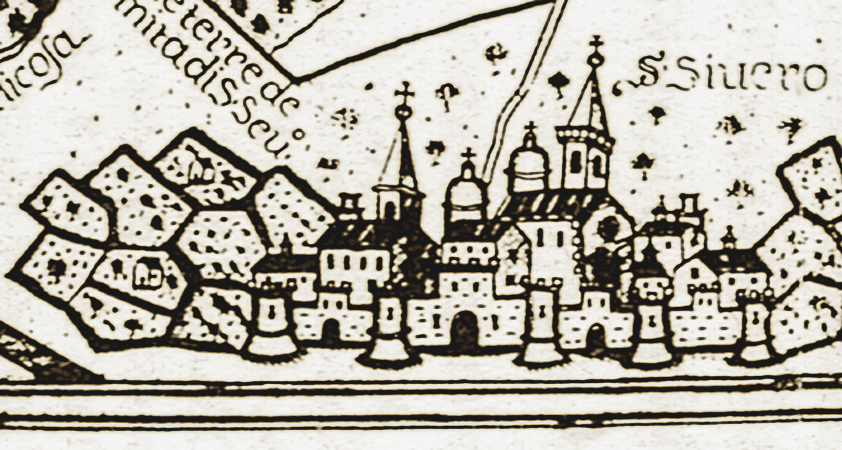
La città con le mura angioine

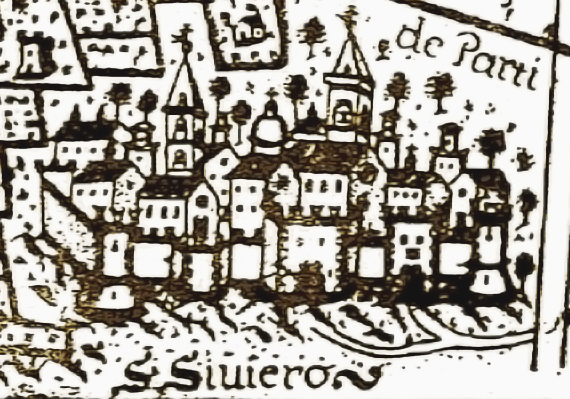
Ancora la città con le mura angioine

La cinta muraria d'età angioina, quella costruita dopo che Federico II fece abbattere le vecchie mura (che insistevano sul circuito stradale detto Giro Interno), era di forma ovoidale, circondata da un ampio fossato corrispondente all'incirca all'odierno anello viario noto come Giro Esterno. Le mura angioine, in mattoni e prive di terrapieno (non furono mai ristrutturate "alla moderna"), erano intervallate da torri. Si aprivano in sette punti, a distanza più o meno regolare, in corrispondenza di altrettante grandi porte urbiche, tutte turrite e con ponte levatoio. A seconda delle località cui si giungeva seguendo le strade che da esse partivano, ovvero da particolari luoghi di culto o pubblici che si trovavano in loro prossimità, le porte si chiamavano (da ovest, in senso antiorario):
- Castello, per il vicino fortilizio (o Torremaggiore, per la direzione);
- Lucera, per la direzione;
- Sant'Antonio, per la chiesa di sant'Antonio abate;
- Foggia, per la direzione;
- San Nicola, per l'omonima chiesa (o San Marco, per la direzione);
- del Mercato, per la piazza del Mercato;
- Apricena, per la direzione.

Accanto alla prima porta si ergeva il cosiddetto Castello. Era costruito «a guisa di fortezza», di pianta quadrata, di notevole altezza e con una torre cilindrica ad ogni angolo. Rispetto alle mura, sporgeva notevolmente verso i campi e aveva diverse stanze superiori. Il corpo centrale, edificato in pietra squadrata, aveva funzione di caserma, con dormitori, forno, cucina e pozzo. Questo fortilizio fu realizzato adeguando i resti della domus federiciana, andata in rovina e fatta parzialmente demolire dal clero cittadino, che nel 1296 aveva chiesto a Carlo II d'Angiò di utilizzarne le pietre squadrate per ristrutturare le chiese parrocchiali della città.

## Il Cinquecento
Divenuta capoluogo del giustizierato (provincia) di Capitanata, sotto la cui giurisdizione ricadeva anche il Contado di Molise, la città fu sede dei funzionari provinciali e del tribunale della Regia Udienza.

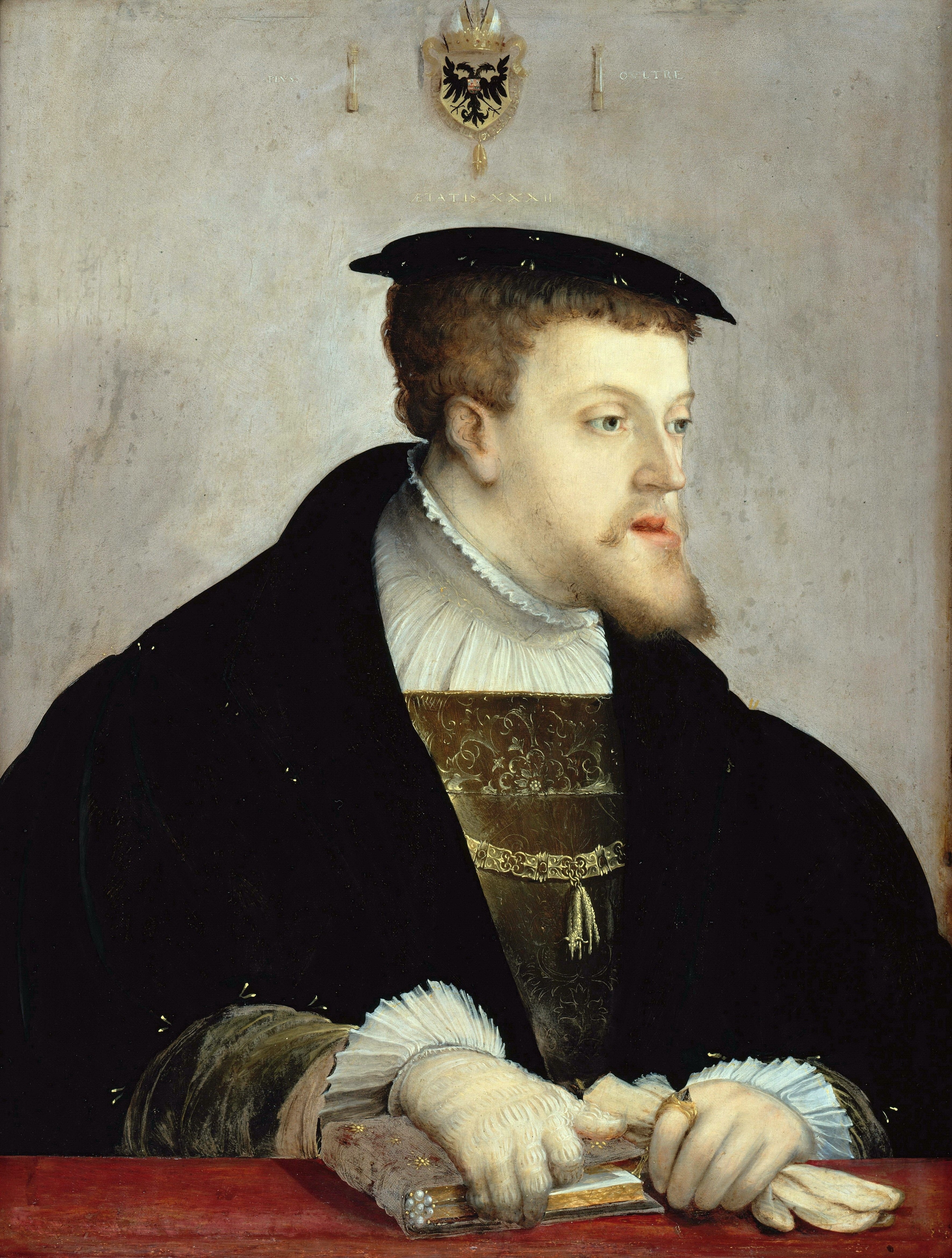
Carlo V

Nel 1521 Carlo V, sorprendentemente, vendette la città al duca di Termoli Ferdinando di Capua, ma il sindaco Tiberio Solis (o de Lisolis) riuscì a riscattarla versando all'imperatore 42.000 ducati, messi insieme raccogliendo contributi di privati cittadini e, soprattutto, contraendo l'enorme debito di 32.000 ducati con alcuni banchieri napoletani. Il sovrano, allora, dichiarò nuovamente San Severo città perpetuamente regia e inalienabile (dispaccio del 9 maggio 1522). Secondo la tradizione, nel gennaio del 1536 lo stesso Carlo V l'avrebbe onorata della sua presenza (dal 2006 l'evento è rievocato con un corteo storico), nell'occasione istituendo l'oligarchico Regime dei Quaranta e nobilitando ventiquattro famiglie dell'aristocrazia cittadina, dette reggimentarie, di cui otto spagnole: Summantico, d'Avanzo, de Patientia (poi Pazienza), della Parra, de Ligorio, Rosa, Martiale, Acito, de Roccia, de Jannone (poi Giannone), Roules, Nigro, de Regina, de Ferraris, de Lona, Severino, Torres, Delgaldiglio, Corves, Urtiz (poi Ortizzi), de Aghilar, Claves, Quevido e Salamanca (le ultime in elenco sono quelle spagnole).
Per San Severo, divenuta la più popolosa città di Capitanata, il Cinquecento fu un secolo aureo. La ricchezza dei commerci, la vitalità culturale e l'autonomia amministrativa ne fecero uno dei maggiori centri del Mezzogiorno, grazie in particolare alla presenza di un grande fondaco veneziano che, direttamente collegato al porto del fiume Fortore, faceva da importante tramite tra la Serenissima e il regno napoletano, estendendo i suoi commerci non soltanto alle vicine città di Lucera e Foggia, sedi d'importanti fiere, ma addirittura a Salerno e Napoli. Leandro Alberti nella Descrittione di tutta l'Italia (Venezia, 1550) scrive di San Severo che «è questo castello molto ricco, nobile, civile e pieno di popolo, ed è tanto opulento che non ha invidia ad alcun altro di questa regione», mentre il forlivese Cristoforo Scanello, nella sua Cronica universale della fidelissima et antiqua regione di Magna Grecia (Venezia, 1575), descrivendo la «nobile patria di Santo Severo» annota che «tiene questo luoco il primato fra tutti i luochi della Puglia per la grande abbondanza et grasseza del suo territorio».
Notevole, in questi anni, è anche l'organizzazione ecclesiastica cittadina, con quattro ricche parrocchie (San Severino, San Nicola, Santa Maria e San Giovanni), diversi ospedali, alcune confraternite e nove istituti religiosi, sei maschili (celestini, conventuali, minori osservanti, agostiniani, domenicani e rocchettini, cui nel Seicento s'aggiunsero cappuccini e carmelitani) e tre femminili, quello benedettino e i due francescani (di Santa Chiara e di Santa Caterina).

### I miracoli del santo patrono e il prodigio della Pietà
Secondo gli annali cittadini, san Severino apparve due volte in soccorso della città a lui affidata: nel 1522, con san Sebastiano, per avvertire i cittadini dell'attacco di mercenari intenzionati a fare saccheggio, e nel 1528, quando scacciò l'esercito imperiale.

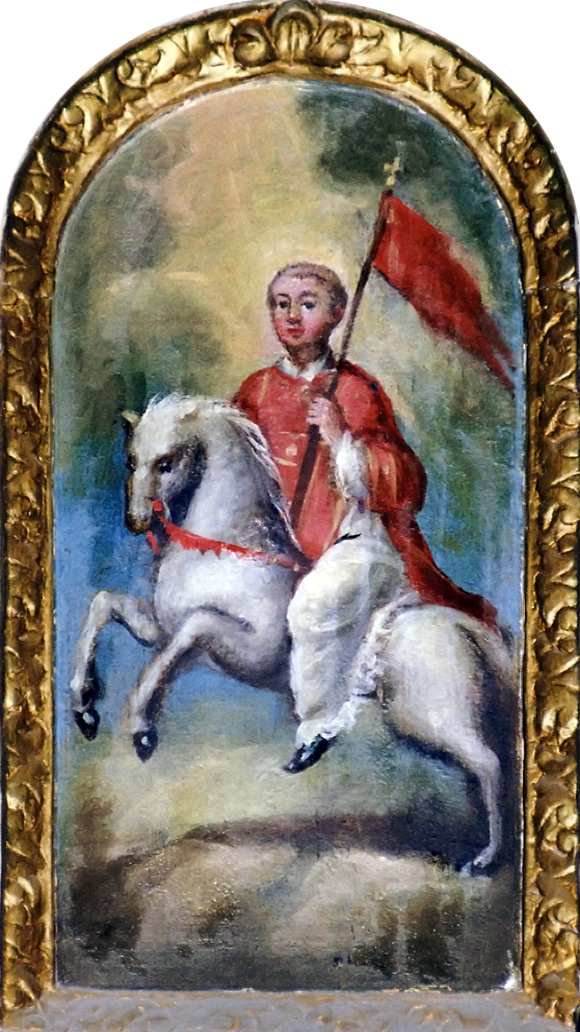
San Severino

Durante la guerra tra Carlo V e Francesco I, questi mandò alla conquista del regno di Napoli un grande esercito capitanato da Odet de Foix, visconte di Lautrec. San Severo fu assediata e aprì le porte al condottiero francese. Morto poco dopo Lautrec, l'esercito di Carlo recuperò tutte le città occupate dai nemici. San Severo temeva castigo irreparabile e difatti l'esercito imperiale non tardò a cingerla d'assedio. Di fronte a una lunga resistenza, i soldati, spazientiti, si ritirarono, ma coll'intenzione di tornare di sorpresa la notte seguente. Credendosi salvi, i cittadini festeggiarono fino allo sfinimento e si addormentarono tutti profondamente. Nottetempo gli imperiali tornarono inattesi, ma sulle mura della città, al suono di trombe e tamburi, apparve un enorme esercito che, al comando di un luminoso cavaliere che impugnava una spada nella destra e una bandiera rossa nella sinistra, terrorizzò e pose in fuga gli aggressori.

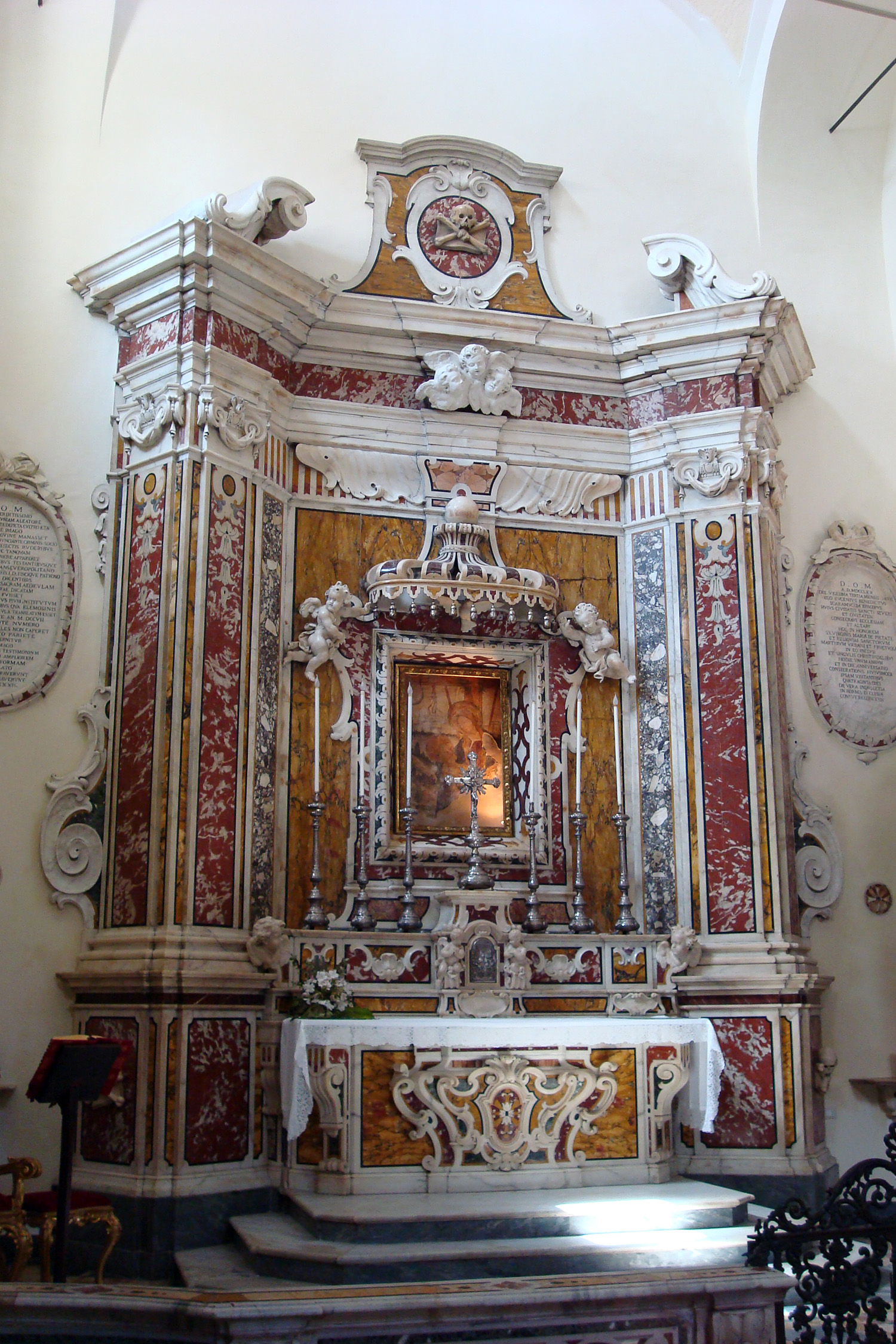
L'altare del miracolo della Pietà

Il mattino dopo alcuni cittadini, totalmente all'oscuro del prodigio, andarono tra i campi per rendersi conto dei danni arrecati dagli aggressori e là trovarono alcuni imperiali che, tremanti e feriti, stavano accasciati nei pressi del monastero di san Bernardino. I soldati raccontarono gli straordinari eventi della notte e i cittadini convennero che il loro patrono, san Severino, fosse di persona disceso dal cielo per difenderli. Il popolo si radunò, allora, nel tempio del santo per rendergli grazie e, per conferma del miracolo, si trovarono sulla tovaglia dell'altare maggiore alcune impronte del cavallo in groppa al quale il santo era apparso. Si fece voto, quindi, di donare ogni anno al patrono, proclamato Defensor Patriae, cento libbre di cera bianca lavorata nel giorno della sua festa, e da allora in poi si adottò per stemma civico san Severino a cavallo con una bandiera rossa nella destra e la sinistra distesa a protezione della città.
Un altro importante prodigio, legato al culto mariano, sarebbe accaduto nel 1557, tra le rovine dello xenodochio del Sacro Monte della Pietà, reso inagibile nel 1542 da un terremoto. Secondo la leggenda, alcuni pellegrini, incuranti della fatiscenza dell'antico edificio, vi dimoravano passando il tempo giocando d'azzardo. Uno di loro, perduta ogni cosa, si rivolse rabbioso all'immagine della Madonna della Pietà affrescata all'interno dell'ospedale e, afferrato un pugnale, lo scagliò sul volto della Vergine: dalla piaga sarebbe sprizzato vivo sangue, tanto che i presenti, terrorizzati, si diedero alla fuga. Il miracolo, quindi, rimase ignorato finché, trascorsi circa vent'anni, uno di quei pellegrini, tornato a San Severo, decise di raccontare l'accaduto ai magistrati. Rinvenuto l'affresco, che era ormai completamente celato dalle macerie, dal volto della Madonna sarebbe stillato ancora sangue, sicché si decise di perpetuare il ricordo del miracolo edificando l'odierna chiesa della Pietà, dove l'affresco piagato è tuttora visibile.

## L'età del principato

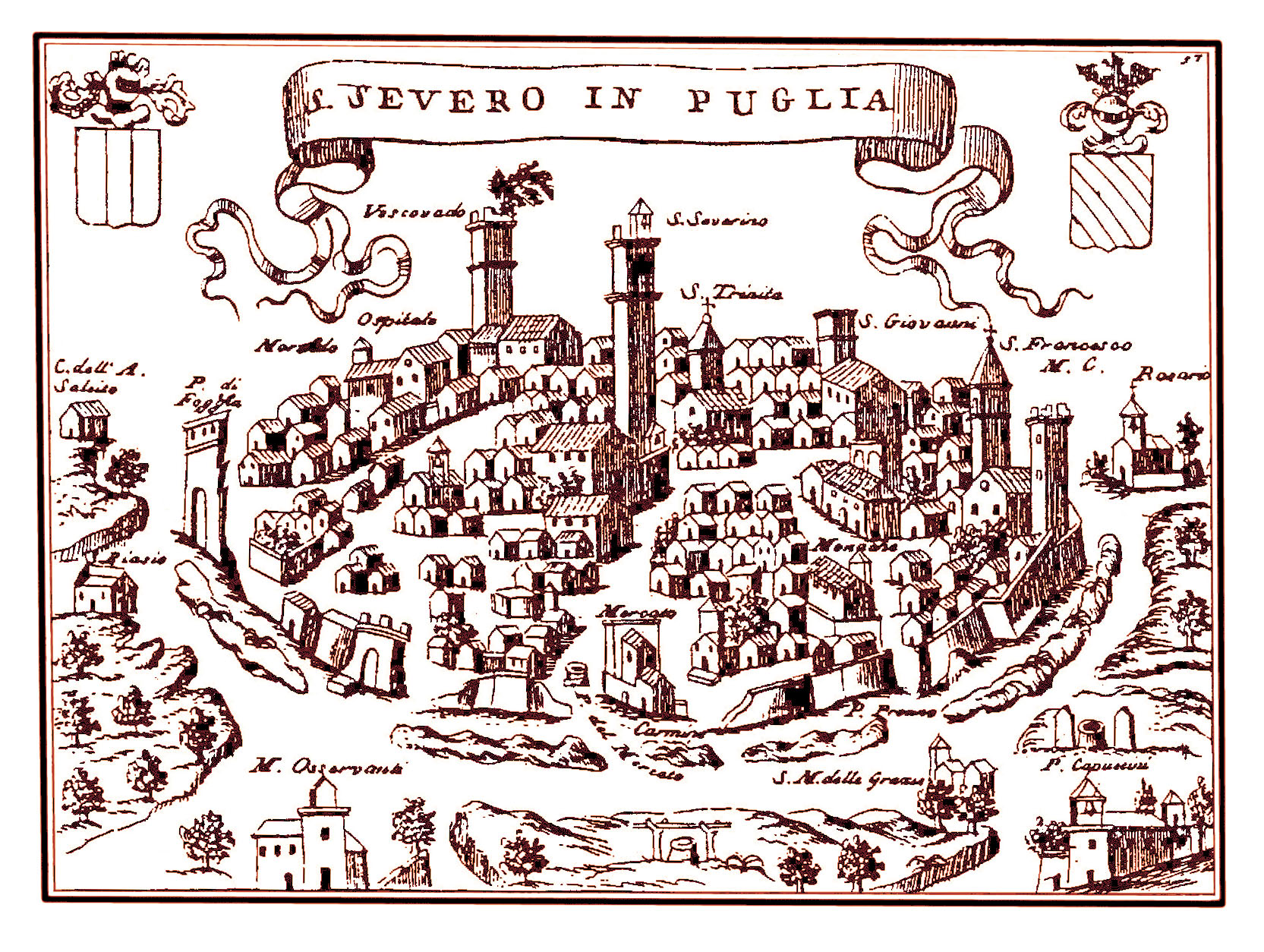
La città nel XVII sec.

Nel 1579, all'apice del suo prestigio ma soffocata dal debito contratto nel 1521 (che non si riuscì a estinguere e anzi crebbe negli anni a causa degli interessi: i 32.000 ducati iniziali erano diventati 80.000 nel 1567 e 150.000 nello stesso 1579), la città fu venduta al duca Gian Francesco di Sangro, che ottenne per i suoi eredi il titolo di principi di Sansevero (il più famoso dei quali fu don Raimondo, singolare intellettuale e scienziato). Di conseguenza essa perse il rango di capoluogo, che tornò nel 1584 a Lucera, dove si trasferirono il governatore della provincia e il tribunale.
Pessimo fu il rapporto dei cittadini coi nuovi feudatari, che non mancarono di inacerbire i sudditi con atti spregiudicati e tirannici (incancellabili, in particolare, rimasero le violenze di Paolo e Antonio di Sangro, denunciati alla corte imperiale nel 1723). Molte famiglie dell'antica aristocrazia sanseverese scelsero subito di lasciare la città e quelle che restarono assistettero impotenti all'esautorazione del Regime dei Quaranta. L'odio civile per i despoti raggiunse il culmine ed emblematico fu il fatto che nessuno dei principi poté abitare nella capitale del feudo: l'unico che ardì soggiornare nella città per qualche giorno rischiò, infatti, di perdere la vita, bersaglio delle fucilate di un indomito cittadino, Severino de Letteriis.

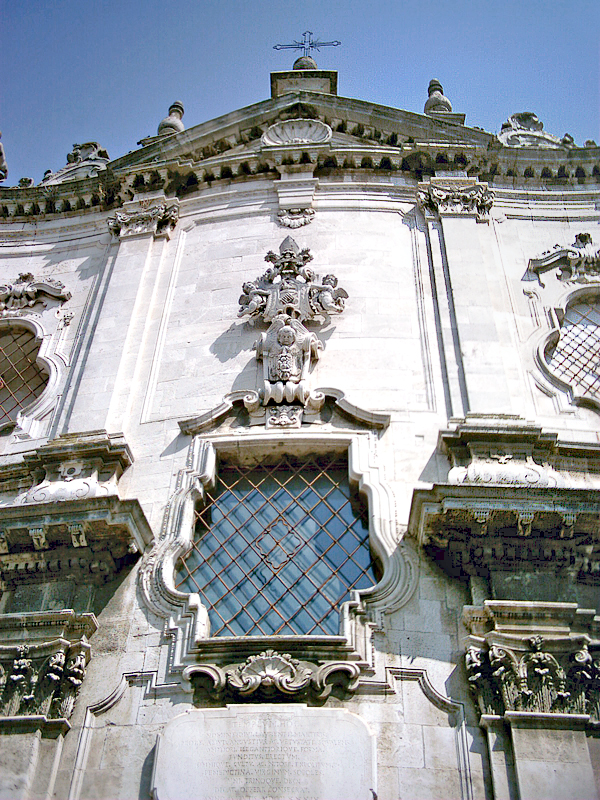
La facciata di San Lorenzo, simbolo dell'architettura settecentesca di San Severo

L'infeudamento segnò l'inizio di una fase di declino, nonostante la promozione della città a sede vescovile nel 1580 (fu elevata a cattedrale, benché terza per fondazione e prestigio, la chiesa parrocchiale di santa Maria, in quanto prima per ricchezze). Il 30 luglio del 1627 un catastrofico terremoto, la cui eco superò i confini nazionali, la rase al suolo quasi completamente, atterrò buona parte delle già guaste mura (ma restarono in piedi alcune delle porte urbiche, peraltro demolite nel primo Ottocento), rovinò il cadente castello e, soprattutto, provocò la morte di ottocento abitanti e di un imprecisato numero di forestieri. La ricostruzione, inizialmente impedita da un prolungato sciame sismico, fu piuttosto lenta, nonché frenata dall'epidemia di peste del 1656 e 1657 (vi persero la vita circa tremila cittadini).

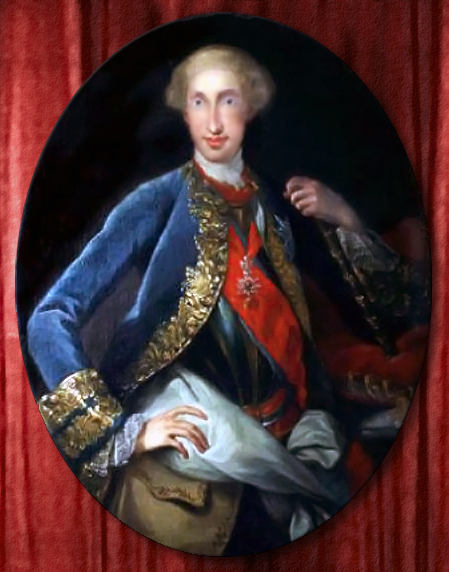
Ferdinando IV

Nel Settecento, ritornata al centro di interessi commerciali e soprattutto agricoli, la città rifiorì, dandosi fisionomia marcatamente barocca - anche di respiro europeo (grazie alle raffinate architetture rococò dell'artista lombardo Ambrosio Piazza) - e arricchendosi di insigni opere d'arte, tra cui alcuni marmi del grande scultore partenopeo Giuseppe Sanmartino (le finissime sculture dei tre superbi altari della chiesa benedettina di san Lorenzo, in particolare, sono le sue ultime opere documentate) e prestigiosi dipinti di scuola napoletana.
Il 16 aprile 1797 Ferdinando IV visitò San Severo e vi passò in rivista il reggimento Regina. Il 25 aprile, invece, vi vennero in visita il principe Francesco e la regina Maria Carolina, che assistettero a una messa solenne nella cattedrale.
Nel febbraio del 1799, a seguito della feroce reazione alla proclamazione della repubblica giacobina, sfociata nel fanatico massacro dei suoi fautori, le truppe francesi, comandate dai generali Duhesme e La Foret, vinsero cruentemente un arrangiato esercito popolare e saccheggiarono con terribile violenza la città. Le vittime, tra cittadini e soldati, furono circa quattrocentocinquanta.

## L'Ottocento

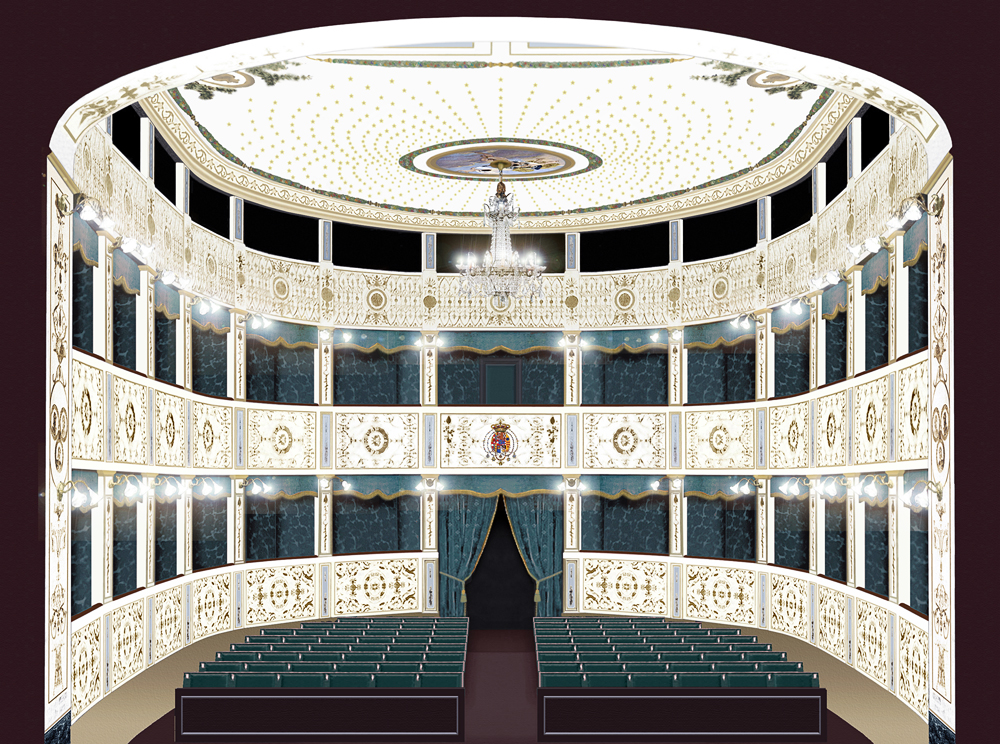
Il Real Borbone

Abolita la feudalità nel 1806 e tramontata la signoria dei di Sangro (titolo principesco di San Severo passato in seguito a un ramo degli Aquino di Caramanico), nel 1811 San Severo, sesta città del regno per numero di abitanti, diventò capoluogo di uno dei tre distretti (poi circondari) di Capitanata e quindi sede di sottintendenza (poi sottoprefettura), mentre nel 1819 s'inaugurò, nell'antico Palazzo del Decurionato (dove dalla metà del Settecento funzionava un teatro stabile senza palchetti), il Teatro Comunale Real Borbone, prima sala all'italiana di Capitanata e tra le prime del Mezzogiorno. Dopo il decennio francese la città divenne una cruciale roccaforte della carboneria e della massoneria, in cui risiedeva il sottintendente massone e carbonaro Gaetano Rodinò, tanto che Guglielmo Pepe vagheggiò a lungo l'idea di fare di San Severo il punto di partenza dei moti del 1820. Nel 1826 fu aperto il Cimitero monumentale. Il 18 maggio 1847 visitò la città Ferdinando II. L'ampia Villa Comunale, invece, fu inaugurata nel 1854, mentre nel 1858 fu istituita la Civica Biblioteca Ferdinandea.

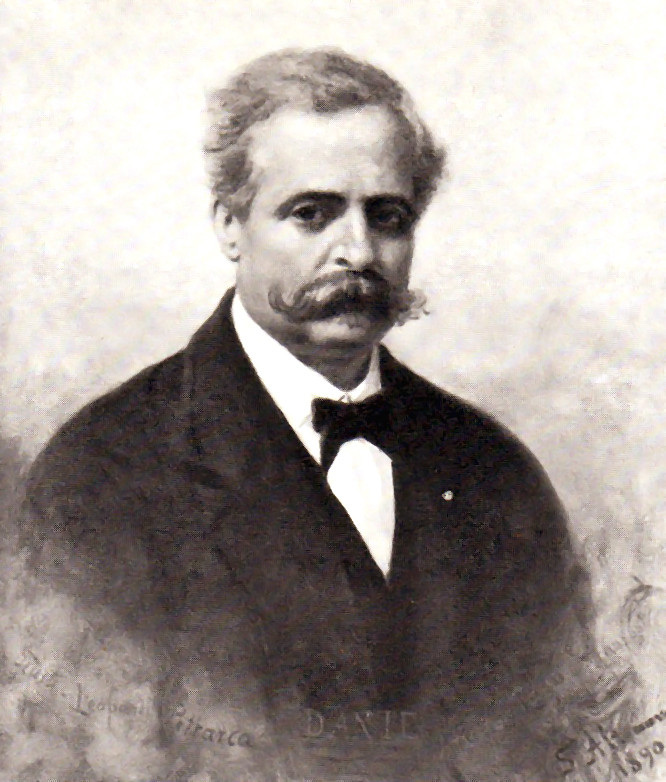
Francesco De Sanctis

Nel 1860 San Severo contribuì con molti giovani ad accrescere le file dei garibaldini e, quando Francesco II era ancora sul trono, fu la prima città di Capitanata a proclamare il Regno d'Italia e a issare la bandiera tricolore. Il 21 ottobre dello stesso anno, nella chiesa di san Severino, i sanseveresi votarono all'unanimità per l'Italia unita. Dal 1862 al 1864, mentre impazzava il brigantaggio postunitario, la città fu sede del 49º Reggimento che, presidiando il circondario, si distinse nella repressione del fenomeno.

La Banda Rossa

Dopo l'Unità si edificò la stazione ferroviaria (1863), furono attivati il Real Ginnasio e le Scuole Tecniche (1864), si costruì la casa circondariale e furono fondate due importanti bande musicali, dichiaratamente legate ai due partiti politici cittadini, ossia il Partito Bianco, conservatore, e il Partito Rosso, progressista: la Banda Bianca nacque nel 1879, quella Rossa - fondata dal compositore Ferdinando del Re - nel 1883; grazie all'acceso spirito di competizione che le caratterizzò, si rivelarono subito due orchestre di fiati assolutamente eccellenti, tanto da ottenere prestigiosi riconoscimenti nazionali e internazionali (la fama della Banda Rossa è testimoniata, tra l'altro, da un malizioso riferimento nel Capobanda, feroce pamphlet di d'Annunzio contro Mascagni del 1892). Deputati del collegio cittadino furono il grande giurista Luigi Zuppetta, vincitore delle elezioni del 1861, 1864, 1865 e 1880, e, dal 1866 al 1875, il famoso storico della letteratura Francesco De Sanctis, che proprio in quegli anni pubblicò a Napoli la fondamentale Storia della letteratura italiana (ai sanseveresi il critico dedicò nel 1876 il frizzante volume Un viaggio elettorale); De Sanctis scrisse della città: «Io ho là un nido riposato e sicuro, là stimato da tutti, amato da molti».

## Il Novecento e i giorni nostri
Il 29 aprile 1923 il principe ereditario Umberto di Savoia visitò la città e inaugurò il grandioso edificio scolastico "Principe di Piemonte". Nel 1929 fu inaugurato, invece, il campo sportivo comunale, realizzato su suoli donati alla collettività dalla famiglia Ricciardelli.

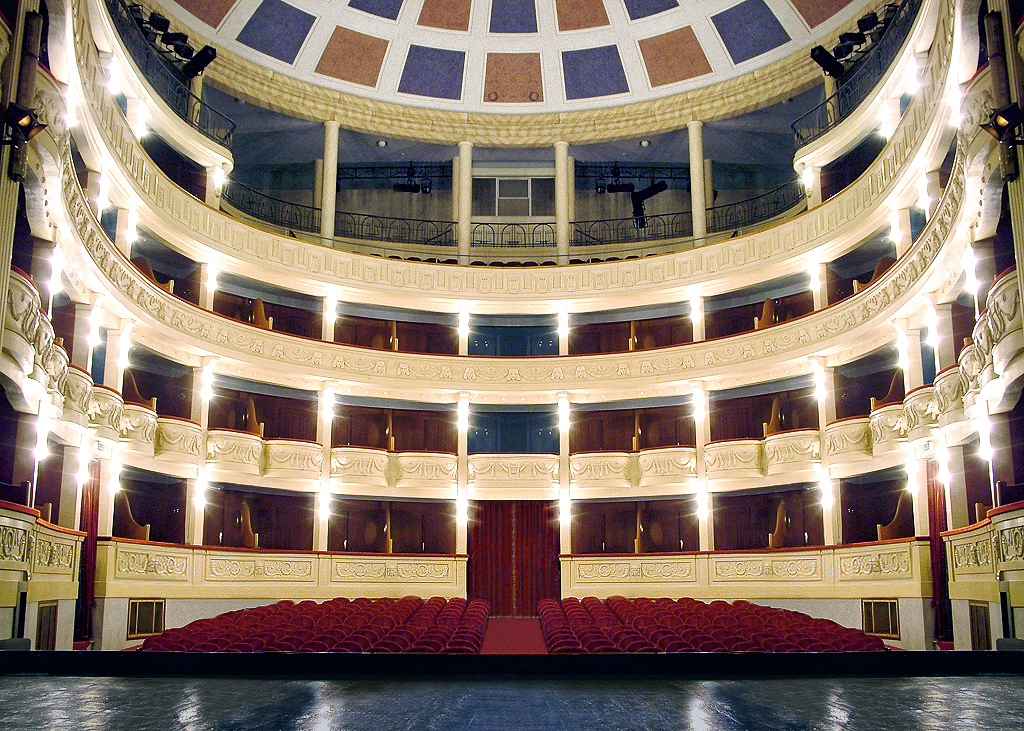
Il nuovo Teatro Comunale, inaugurato nel 1937

Il 27 ottobre 1931 il ministro delle comunicazioni Costanzo Ciano inaugurò le Ferrovie del Gargano, che collegano la stazione di San Severo a una serie di località del Gargano fino a Peschici, mentre il 9 dicembre 1937 si aprì per la prima volta il sipario del nuovo Teatro Comunale, in costruzione dal 1929 su progetto di Cesare Bazzani.
Durante la Seconda guerra mondiale, il 9 settembre 1943 un gruppo di soldati italiani, di stanza nell'ex monastero benedettino, fu protagonista di un episodio di resistenza, rifiutando di cedere le armi ai tedeschi. Entro il successivo 28 settembre i tedeschi, costretti ad abbandonare la città a causa dell'avanzata delle truppe alleate, fecero saltare la centrale telefonica, il mulino Casillo e alcuni ponti, tra cui quello della ferrovia.
Giunti gli alleati, la città fu sede di un'importante base aerea statunitense, ospitando la Fifteenth Air Force. I P-51 del 31st Fighter Group hanno eseguito missioni e condotto operazioni di supporto militare dalla base sanseverese dal 2 aprile 1944 al 3 marzo 1945.
Il 23 marzo 1950 i lavoratori di San Severo, all'indomani di uno sciopero generale, insorsero contro le forze di polizia, alzando barricate e assaltando le armerie e la sede del MSI. Gli scontri causarono un morto e circa quaranta feriti tra civili e militari, e l'esercito occupò coi carri armati le principali vie della città. Nei giorni seguenti, coll'accusa di insurrezione armata contro i poteri dello Stato, furono arrestate centottantaquattro persone, assolte e rilasciate dopo il processo, un anno dopo.
Nel Novecento, in un clima culturale ricco di fermenti, sono vissute a San Severo personalità di rilievo come i poeti Umberto Fraccacreta e Mario Carli, gli scrittori Nino Casiglio e Giuseppe Annese, l'economista Angelo Fraccacreta e il celebre artista e fumettista Andrea Pazienza.
Giovanni Paolo II ha visitato la città il 25 maggio 1987, presiedendo una solenne celebrazione alla presenza di circa 70.000 fedeli.
L'11 settembre 1996, con apposito decreto, il Presidente della repubblica Oscar Luigi Scalfaro ha confermato per San Severo il titolo di città, storicamente acquisito nel 1580, al momento dell'istituzione della diocesi sanseverese.
Nel 1999 sono stati presentati, presso la Camera dei deputati e il Senato della Repubblica, due disegni di legge (rispettivamente il 6472 e il 4370) per l'istituzione della provincia di San Severo, comprendente 22 comuni del Tavoliere settentrionale, del Gargano e del Subappennino Dauno.
Tra il 31 ottobre e il 2 novembre 2002 un violento sisma, noto come terremoto del Molise, ha lesionati diversi edifici del borgo antico e causata la chiusura di alcune chiese storiche.
Il 2 febbraio 2006, per il suo notevole centro storico, San Severo è stata riconosciuta città d'arte.